# 乙醣

乙醇醛的結構

乙醣（Diose），又稱為二碳醣，是含有兩個碳原子的單醣。因為一般被確立的單醣化學式為(C·H2O)n，且n為3或以上，所以乙醣並不在單醣的正式定義下。無論如何，即使它並不符合化學式(C·H2O)n，但有時還是被當成是最簡單的醣類。乙醇醛是唯一的乙醣，其為一個醛醣。乙醣只有兩個碳原子，所以沒有酮醣的形式。